# 寺下站
寺下站（日语：／ Terashita eki */?）是位於長野縣上田市神畑字寺下，上田電鐵的別所線車站。車站編號為BE06。此站與鄰站神畑站均位於神畑地區內。

## 歷史
- 1921年（大正10年）6月17日：上田溫泉電軌川西線車站啟用[1]。
- 1939年（昭和14年）
  - 3月19日：路線名稱變更，成為別所線車站。
  - 9月1日：公司名稱改變，成為上田電鐵的車站。
- 1943年（昭和18年）10月21日：公司合併，成為上田丸子電鐵的車站。
- 1969年（昭和44年）5月31日：公司名稱改變，成為上田交通的車站。
- 2005年（平成17年）10月3日：鐵路部門分拆為子公司，成為上田電鐵的車站。

## 車站構造
車站是一座地面車站，設有1面1線單式月台。車站在啟用時已經是無人車站。

## 使用狀況
以下為近年一日平均乘車人次列表。
| 年度   | 一日平均 乘車人次 |
| ------ | ----------------- |
| 2010年 | 57                |
| 2011年 | 63                |
| 2012年 | 65                |
| 2013年 | 72                |
| 2014年 | 63                |
| 2015年 | 63                |
| 2016年 | 60                |
| 2017年 | 60                |

## 車站周邊
- 超誓寺[1] - 於永祿11年（1568年）建立。
- 加美畑神社[1]
- 神畑公園
- 上田南部消防署
- 鹽田野AEON Town（舊・鹽田野購物中心，設有MaxValu（日语：マックスバリュ）鹽田野店、MEGA MART（日语：メガマート）鹽田野店等）
- 鹽田野Green Park（AUTOBACS鹽田野Green Park店、AOKI（日语：AOKI）鹽田野Green Park店、平安堂（日语：平安堂）書店上田鹽田野店、The Daiso鹽田野Green Park店、和食洋平上田鹽田野店等）
- 京葉Day 2（日语：ケーヨーデイツー）上田神畑店
- 蔦屋書店上田鹽田野店
- Tsuruya 神畑店
- 國道143號（日语：国道143号）

## 相鄰車站
上田電鐵
■別所線
上田原（BE05）－寺下（BE06）－神畑（BE07）

## 注腳
1. 1 2 3 4 5 6 7  信濃毎日新聞社出版部. . 信濃毎日新聞社. 2011-07-24: 328. ISBN 9784784071647 （日语）.
2. ↑  《長野縣統計書》各年度版

## 外部連結
- 寺下站（BE6） | 上田電鐵株式會社 （页面存档备份，存于）（日語）